# Gwalbert Pawlikowski
Gwalbert Józef Pawlikowski herbu Cholewa (ur. 12 lipca 1793 w Przemyślu zm. 30 stycznia 1852 we Lwowie) – ziemianin polski, polityk galicyjski.

## Życiorys
Ojciec jego wzbogacił się, kupując licytowane majątki w Galicji. Gwalbert odziedziczywszy Medykę, pojął za żonę Henrykę Dzieduszycką. 
Pawlikowski, będąc c.k. sekretarzem nadwornym w Wiedniu, w 1822 został wyznaczony przez Stany Galicyjskie do zinwentaryzowania i przewiezienia zbiorów Józefa Maksymiliana Ossolińskiego z Wiednia do Lwowa. W 1827, po śmierci Ossolińskiego, wszystkie zbiory zostały przewiezione. W latach 1834–1840 był zastępcą dyrektora Zakładu Narodowego im. Ossolińskich, i jednocześnie do 1837 drugim kuratorem Zakładu.
Gwalbert Pawlikowski był galicyjskim konserwatystą. Podczas Wiosny Ludów znalazł się w Przybocznej Radzie Gubernatora i elitarnym  Stowarzyszeniu Ziemiańskim, co spowodowało wrogość większości mieszkańców Galicji.
Pawlikowski wcześnie zainteresował się botaniką. Utworzył ogród botaniczny, w czym pomógł mu sprowadzony z Czech botanik, Josef Blažek (1804–1856), znany jako Josef Blaszek. Jednocześnie w Medyce powstała pierwsza na ziemiach polskich czteroletnia szkoła praktycznego ogrodnictwa. W ogrodzie znajdowały się ponadto szkółki drzew i krzewów rosnących na co dzień w Polsce.
Drugą wielką pasją Pawlikowskiego było zbieranie starożytności. Miał jedną z największych w kraju kolekcji książek, rękopisów, rycin, map, medali, monet, pieczęci. Biblioteka medycka, jako odrębna całość, została w 1921 przyłączona do Zakładu Narodowego im. Ossolińskich we Lwowie.

## Literatura
- Ryszard Sadaj – „Kto był kim w Galicji”, Kraków 1993, ISBN 83-7081-089-6
- Polski Słownik Biograficzny tom XXV wyd. 1980 s. 434